# Ягпомъёль
Ягпомъёль (устар. Як-Пом-Иоль) — река в России, протекает на северо-западе Удорского района Республики Коми. Левый приток реки Большой Мадмас.
Длина реки составляет 16 км.

## Данные водного реестра
По данным государственного водного реестра России относится к Двинско-Печорскому бассейновому округу, водохозяйственный участок реки — Мезень от истока до водомерного поста у деревни Малонисогорская. Речной бассейн реки — Мезень.
Код объекта в государственном водном реестре — 03030000112103000048006.